# Robert Hurley
Pour les articles homonymes, voir Robert Hurley (homonymie) et Hurley.
Robert Hurley est le traducteur en anglais des ouvrages de plusieurs philosophes et collectifs français contemporains dont Michel Foucault, Gilles Deleuze, Georges Bataille, Tiqqun, et le Comité Invisible. Il était à la tête de l'équipe de traducteurs pour une sélection des Dits et écrits, 1954-88 en trois volumes de Michel Foucault. 

## Œuvres

### Traductions
- (avec Mark Seem et Helen P. Lane) Gilles Deleuze et Felix Guattari, Anti-Oedipus: Capitalism and Schizophrenia, New York: Viking, 1977
- Pierre Clastres, Society against the State: the leader as servant and the human uses of power among the Indins of the Americas, 1977
- Michel Foucault, The History of Sexuality. Volume 1, 1979
- Jacques Donzelot, The Policing of Families, 1980
- Gilles Deleuze, Spinoza: Practical Philosophy, San Francisco: City Light Books, 1988
- Georges Bataille, The Accursed Share: an Essay on General Economy. Volume 1 : Consumption, Zone Books, 1988.  (ISBN 978-0-942-29910-6)
- Georges Bataille, Theory of Religion, Zone Books, 1989
- Georges Bataille, The Accursed Share: an Essay on General Economy. Volume 2 : The History of Eroticism, Zone Books, 1993
- Georges Bataille, The Accursed Share: an Essay on General Economy. Volume 3 : Sovereignty, Zone Books, 1993
- Michel Foucault, The Will to Knowledge, 1998
- Michel Foucault, Ethics: Subjectivity and Truth, 2000
- Tiqqun, Theory of Bloom, LBC Books, 2012
- Invisible Committee, To Our Friends, Semiotext(e), 2015
- Invisible Committe, Now, Semiotext(e), 2017

### Édition
- (avec Pierre-Marie Beaude) Poétique du Divin, 2001